# صوليت (بني مطر)
صوليت هي إحدى قرى عزلة بني قيس بمديرية بني مطر التابعة لمحافظة صنعاء، بلغ تعداد سكانها 190 نسمة حسب تعداد اليمن لعام 2004.